# Colegio americano de alergia, asma e inmunología
El American College of Allergy, Asthma and Immunology (Colegio Americano de Alergia, Asma e Inmunología; abreviado ACAAI) es una asociación profesional estadounidense de inmunólogos, especialistas en asma y alergiólogos. La organización tiene su sede en Arlington Heights, Illinois, Estados Unidos.

## Trasfondo
La academia se fundó en 1942, como The American College of Allergists y se incorporó como entidad legal en el mismo año. A los fundadores les apasionó establecer el campo de la Alergia e Inmunología como una especialidad médica distinta. En 1974, se estableció la American Board of Allergy and Immunology (Junta Estadounidense de Alergia e Inmunología; ABAI), delineando aún más la especialidad.